# Antioch Dmitrijewitsch Kantemir

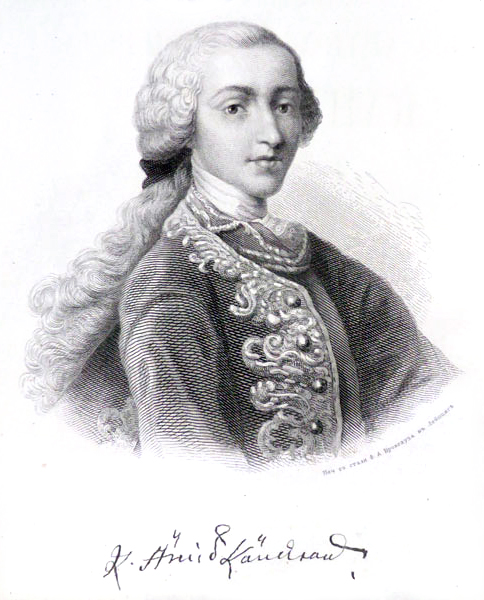
Antioch Kantemir

Fürst Antioch Dmitrijewitsch Kantemir (russisch Антиох Дмитриевич Кантемир; * 10. Septemberjul. / 21. September 1708greg. in Konstantinopel, Osmanisches Reich; † 31. Märzjul. / 11. April 1744greg. in Paris) war ein russischer Dichter, Satiriker, Diplomat und ein früher Vertreter der Aufklärung in Russland. Er war der Sohn des moldauischen Gospodaren Dimitrie Cantemir.

## Leben
Antioch Kantemir bekam eine umfassende Ausbildung, er beherrschte mehrere Sprachen, war in Natur- und Geisteswissenschaften bewandert und studierte russische Geschichte.
Ab 1732 war er russischer Botschafter in Großbritannien und von 1738 bis 1744 in Frankreich.
Seine Werke sowie seine Kontakte mit führenden französischen kritischen Intellektuellen wie Montesquieu, Voltaire und anderen ließen Anfang der 1740er Jahre das Verhältnis der kaiserlichen Regierung zu ihm abkühlen. Trotzdem wurde Antioch Kantemir für seine Autorität in verschiedenen westeuropäischen Hauptstädten, seine diplomatischen Kenntnisse und geschicktes Vorgehen während des Österreichischen Erbfolgekriegs auf einflussreichen diplomatischen Posten geschätzt.

## Schriftstellerisches Schaffen
Seine literarische Tätigkeit begann Antioch Kantemir im Jahr 1725 mit Übersetzungen. In politischen Epigrammen und Satiren trat er 1729 bis 1731 als Verteidiger der politischen Reformen Peters des Großen auf.
Während seines Aufenthalts in Großbritannien und Frankreich schrieb er weiter satirische Werke, übersetzte Horaz (Epistulae, 1742) und Anakreon, kämpfte jedoch vergeblich für die Veröffentlichung in Sankt Petersburg. Antioch Kantemir war ein Anhänger der Theorie des natürlichen Rechts, verbreitete Ideen der Aufklärung und kritisierte Kirche und Klerus scharf.
1730 übersetzte er den ersten Abschnitt (Premier soir) des Traktates Entretiens sur la pluralité des mondes (1686) (Unterhaltungen über die Vielzahl der Welten) des französischen Physikers Bernard le Bovier de Fontenelle. 1742 schrieb er zu diesem Traktat eigene Kommentare. Viele von ihnen wurden Teil der Sammelwerks Über die Natur und den Menschen, das den ersten Versuch bildete, eine russische philosophische Terminologie zu etablieren und die wichtigsten philosophischen Begriffe zu erklären. Die Übersetzung des Traktats wurde jedoch 1756 vom Heiligen Synod verboten.
Antioch Kantemir kompilierte auch das erste Russisch-Französische Wörterbuch (erstmals 2004 in Moskau ediert).
Antioch Kantemir war mit dem zeitgenössischen Dichter Wassili Trediakowski befreundet und unterstützte seinen Stil der syllabischen Dichtung. 
Antioch Kantemir wird als einer der Begründer der klassischen russischen Literatur angesehen.

## Werke
Deutsche Ausgaben
Es gibt nur wenige deutsche Übersetzungen von Texten von Antioch Kantemir.
- Heinrich Eberhard von Spilcker: (…) versuchte freye Uebersetzung der Satyren des Prinzen Kantemir (…). Haude und Spener, Berlin 1752 (Digitalisat – Münchener Digitalisierungszentrum).[2]
- Im Chaos aber blüht der Geist… Nachdichtung von Uwe Grüning. Die Nachdichtung von Uwe Grüning beruht auf einer Interlinearübersetzung von Helmut Graßhoff. Nachwort von Helmut Graßhoff. Insel, Leipzig 1983, DNB 840621361 (134 S.); auch als Lizenzausgabe – Ausgabe für die Bundesrepublik Deutschland, Berlin-West, die Schweiz und Österreich. C. H. Beck, München 1983, ISBN 3-406-09468-6.

Neuere russische Ausgaben
- Собрание стихотворений. Leningrad 1956 (russisch – Русская виртуальная библиотека РВБ [Russische Virtuelle Bibliothek]; deutsch – Google Übersetzer).